# 丛台公园
丛台公园位于中国河北省邯郸市中华大街中段西侧，是邯郸市以古赵历史遗址为主题开辟的一座大型历史文化公园，中国国家重点公园之一，AAAA级旅游景区。

## 规模

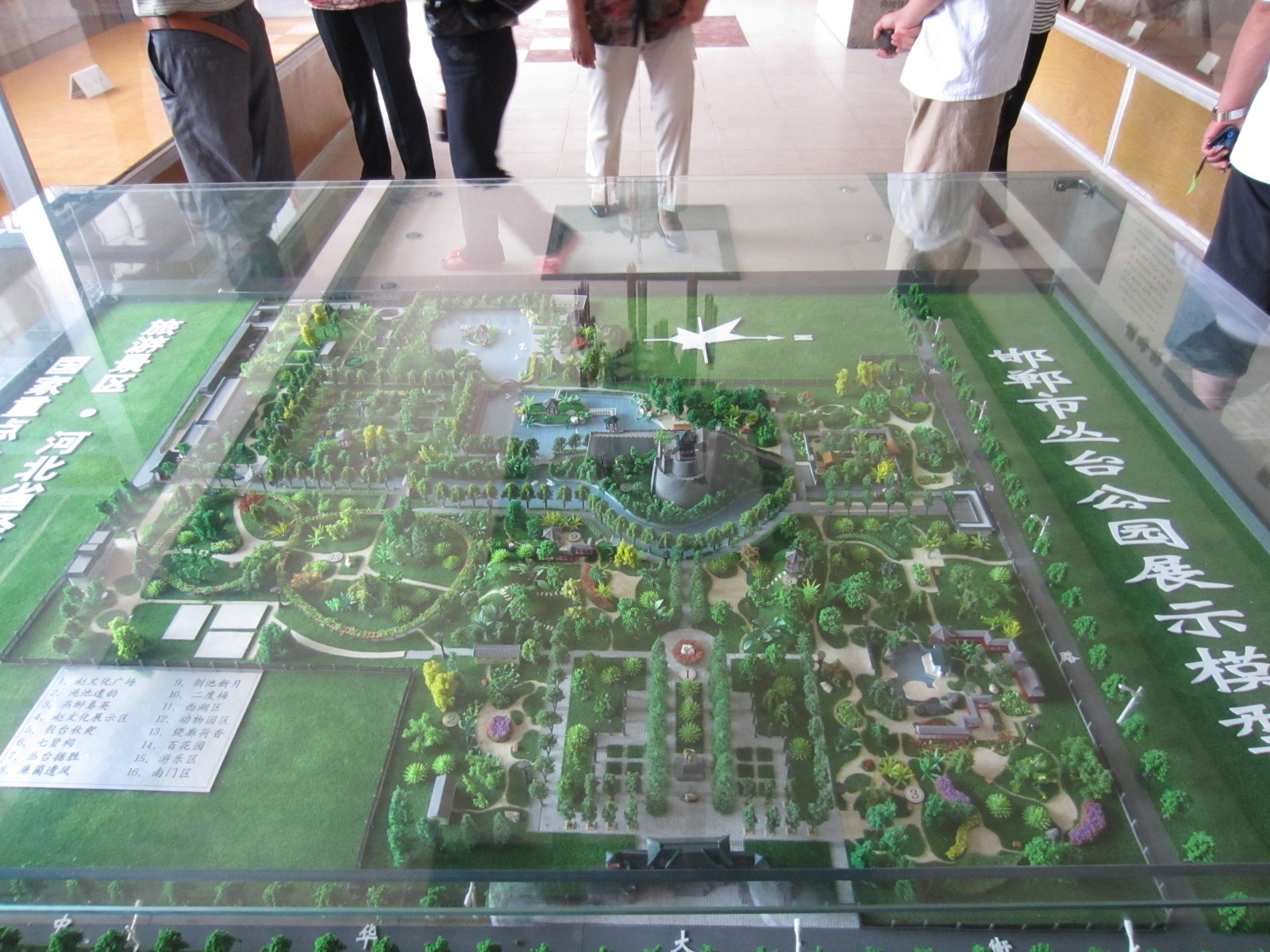
丛台公园全景模型

1939年邯郸市为了保护古赵文化遗址武灵丛台开始筹建公园，解放后的1953年市政府开始重新规划公园，经过数十年的扩建与改造，到2017年丛台公园占地总面积24.7万平方米，其中湖泊水域面积2.4万平方米，绿地面积19.1万平方米，绿化覆盖率达90%以上。它集古迹游览、花卉植物观赏、动物展出为一体。

## 布局
公园的正门位于中华大街，也就是公园的东门，坐西朝东，沿着东门往里走去就是文革时期建造的工农兵塑像，公园的西南部是动物园，北部是种植的北方常见的各类植物和花圃包括樱花、荷花、牡丹、紫薇、雪松、红叶李、国槐等，东南部为门球场，公园正中为丛台湖。园内的园林建筑有丛台、七贤祠、二度梅园等。丛台有三层，高26米，东墙有“滏流东渐，紫气西来”八个古体大字，正门外有郭沫若1961年秋登临丛台时题写诗句的碑刻。。

## 景点

### 人文景观

#### 武灵丛台

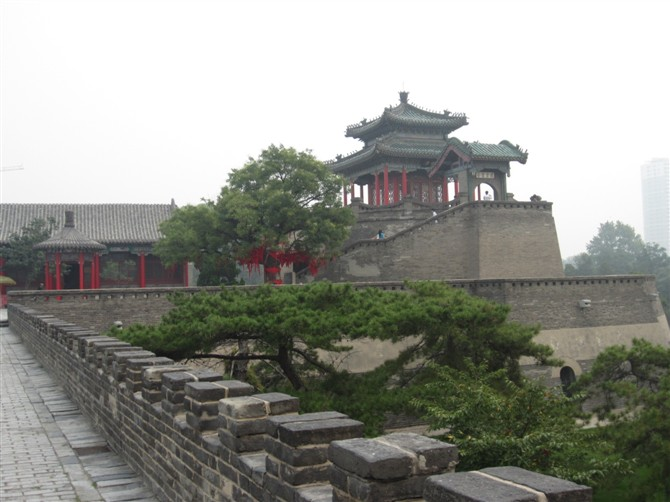
武灵丛台

武灵丛台距今已有2000多年历史，位于丛台公园中心地带，始建于战国赵武灵王时期，为武灵王观看歌舞、军事操练、检阅兵马的地方。在漫长的历史岁月中，武灵丛台遭到了无数次天灾人祸，多次改修和重建，现成为市民休闲娱乐的重要地点。

#### 七贤祠
七贤祠是为了纪念春秋晋国三忠：韩厥、程婴、公孙杵臼，和战国时期赵国四贤：廉颇、蔺相如、赵奢、李牧七人而修建祠堂。该祠堂原址在丛台公园中湖的北侧，1983年重修时迁址位于武灵丛台北侧，坐北朝南。

#### 碑林
碑林位于七贤祠西面，是历代书家的撰书碑林，现藏碑志44通，主要碑志有：「唐朝节度使何弘敬墓志铭」；「明朝刑部尚书张国彦和夫人蔚氏的墓志铭」；「明朝邯郸城门上三辅锁钥碑」；「清朝进士王琴堂梅花石刻碑」；「太白醉题图与吕洞宾画」像等碑刻。

### 水体景观

#### 丛台湖
丛台湖位于公园正中央，水域面积约为40多亩，湖中岛内建成有望诸榭、曲栏桥、苑在亭、西湖亭，湖边还建有长廓，茶亭等供游人休息区域。

#### 望诸榭
丛台湖湖心岛上，有一座名叫望诸榭的六角攒尖式古赵风格建筑，俗称湖心亭。望诸榭原名望诸君祠，系清雍正年间邯郸知县郑方坤为纪念乐毅而建。

### 植物园区
在公园北部建有月季园、牡丹园、槐荫园、玉兰园、二度梅园等一些观赏性植物和花卉的园中园。特别是梅园区内共种植了腊梅、珍珠梅、美人梅、绿梅、红梅、榆叶梅等400余株梅花。

### 动物园区
丛台公园西南部的动物园，也是邯郸市唯一的动物园，里面饲养着狮子、东北虎、美洲虎、野狗、骆驼、鸸鹋、狒狒、猕猴、孔雀、小浣熊等数十种动物百余只国内外珍禽名兽。其中还包括两栖爬行馆、长颈鹿馆、海洋水族馆等。2014年邯郸市政府决定将动物园迁建到永年县。

## 荣誉
- 2007年2月14日，丛台公园被国家旅游局批准为“AAAA级旅游景区”。
- 2008年9月12日，丛台公园被城乡建设部批准为“国家重点公园”。
- 2009年11月丛台公园被评为河北省十大文化旅游名胜。
- 2010年12月被评为河北省十佳公园。
- 2011年获河北省五星级公园称号。
- 2016年被评为“美丽河北·最美特色建筑”称号[參⁠ 6]。